# Галляарал
Галляара́л (узб. Gʻallaorol / Ғаллаорол) — город, административный центр Галляаральского района Джизакской области Узбекистана.

## История
Район был образован в 1926 году. До этого местность носила название Янгикурган. Галляарал получил статус города в 1973 году (до этого — кишлак).

## География
Галляаральский район простирается на 1950 км². В городе расположена железнодорожная станция Галляарал (на линии Джизак — Самарканд).

## Население
В районе проживает около 128 000 жителей, а в самом Галляарале — 23 000 (по данным на 2005 год).
| 1979   | 1989   | 2005   |
| ------ | ------ | ------ |
| 10 221 | 16 623 | 23 000 |

## Экономика
Имеется асфальтобетонный и винный заводы.